# Tanarthrus cochisus
Tanarthrus cochisus är en skalbaggsart som beskrevs av Chandler 1975. Tanarthrus cochisus ingår i släktet Tanarthrus och familjen kvickbaggar. Inga underarter finns listade i Catalogue of Life.